# Yūhei Satō
Yūhei Satō (jap. 佐藤 優平 Satō Yūhei; ur. 29 października 1990) – japoński piłkarz występujący na pozycji pomocnika. Obecnie występuje w Montedio Yamagata.

## Kariera klubowa
Od 2013 roku występował w klubach Yokohama F. Marinos, Albirex Niigata i Montedio Yamagata.